# Neurotypisch
Neurotypisch (kurz NT) ist ein Neologismus, um Menschen zu beschreiben, deren neurologische Entwicklung als „normal“ betrachtet wird. Der Begriff wird häufig in Abgrenzung zu einer abweichenden neurologischen Entwicklung gebraucht, wie es etwa bei Autismus der Fall ist, und kann als Gegenbegriff zu „neurodivergent“ verstanden werden. Er wird sowohl in wissenschaftlichen Publikationen (z. B. zur Bezeichnung einer Kontrollgruppe in klinischen Studien) als auch umgangssprachlich innerhalb autistischer Gruppen verwendet.

## Geschichte
Zuerst kam der aus dem Präfix neuro- und dem Adjektiv typical gebildete Neologismus neurotypical innerhalb der englischsprachigen Autismusrechtsbewegung als eine Bezeichnung für Nicht-Autisten auf. Der Begriff fand sich zum Beispiel in dem parodistischen „Institute for the Study of the Neurologically Typical“ („Institut zur Erforschung der/des neurologisch Typischen“) der Website autistics.org.
Das Oxford English Dictionary, das den Begriff 2008 aufnahm, verzeichnet als erste Nutzung einen Beitrag in der Usenet-Newsgroup bit.listserv.autism am 5. Dezember 1994. Merriam-Webster Dictionary, das den Begriff im allgemeinsprachlichen sowie im medizinischen Wörterbuch führt, gibt das Jahr der frühesten bekannten Verwendung ebenfalls mit 1994 an. Der Linguist Mark Liberman wies 2014 in seinem Blog darauf hin, dass er eine Verwendung bereits in einem 1992 publizierten Buch habe identifizieren können.
Später wurde der Begriff von der Neurodiversitätsbewegung und von Wissenschaftlern aufgegriffen. In diesem Zusammenhang wird er zum Teil auch in einer Bedeutung verwendet, die nicht nur Menschen im Autismusspektrum ausschließt, sondern auch solche mit anderen neurologischen Normabweichungen. Für die Bedeutung „nicht-autistisch“ ist mit allistisch ein eigener Begriff gebildet worden, der jedoch weniger verbreitet ist.

## Verwendung
Die National Autistic Society des Vereinigten Königreichs schlägt den Gebrauch des Terminus „neurotypical“ in ihren Empfehlungen an Journalisten vor.
Im Deutsche-Nachrichten-Korpus des Wortschatz-Portals der Universität Leipzig sind für 2021 sechs Treffer in deutschsprachigen Presseartikeln verzeichnet.
Eine 2023 publizierte Online-Befragung von gut 650 autistischen Menschen in englischsprachigen Ländern kam zu dem Ergebnis, dass die Bezeichnungen „neurotypical people“ und „neurotypicals“ für neurotypische Menschen bei ihnen weit verbreitet und akzeptiert seien. Eine Reihe von Befragten wies darauf hin, dass „neurotypisch“ abhängig vom Kontext die enge Bedeutung „nicht-autistisch“ oder die weiter gefasste Bedeutung „nicht-neurodivergent“ haben könne. Eine auf dem gleichen Fragebogen und Methodik basierende Erhebung unter knapp 550 französischsprachigen autistischen Menschen kam zu vergleichbaren Ergebnissen in Bezug auf die Präferenz für die Bezeichnungen „Neurotypiques“ und „Personnes neurotypiques“. Die Wissenschaftler wiesen darauf hin, dass hauptsächlich weiße, hoch gebildete Personen mit Online-Zugang befragt wurden, die einem Aufruf zur Teilnahme an der Studie gefolgt waren. Diese Selbstselektion lege nahe, dass die Befragten wahrscheinlich schon im Voraus daran interessiert gewesen seien, die Art und Weise zu diskutieren, in der über Autismus gesprochen wird. Daher seien die Ergebnisse möglicherweise eher repräsentativ für Personen, die dem Konzept der Neurodiversität nahe stehen, und nicht auf die Gesamtheit aller autistischen Menschen übertragbar.
2020 sah Ginny Russell drei grundlegende Aspekte der Kritik am Konstrukt:
- Neurotypisch sei in sich bereits ein sehr zweifelhaftes Konstrukt („very dubious construct“), da es keinen Menschen gebe, der wirklich und wahrhaft („really, truly“) neurotypisch sei. Ein solcher Standard für das menschliche Gehirn existiere nicht.[20]:290
- Die Unterteilung in neurodivergent und neurotypisch konstruiere eine Dichotomie, die in der Realität nicht existiere. Auch Personen, bei denen keine Autismus-Spektrum-Störung vorliege, könnten einzelne, unterschiedlich stark ausgeprägte autistische Züge aufweisen. Dieser fließende Übergang von Nicht-Autismus zu Autismus wird in der Forschung unter der Bezeichnung Broader Autism Phenotype behandelt. Es gebe also keine klare bimodale Verteilung (Verteilungskurve mit zwei Gipfeln), die eine eindeutige Trennung von neurotypischen und neurodivergenten Menschen erlaube.[20]:288
- Der Begriff neurotypisch werde in manchen Diskursen abwertend gebraucht, verleite zu Gefühlen von Überlegenheit autistischer gegenüber nicht-autistischen Menschen und widerspreche bei einer abgrenzenden identitätspolitischen Verwendung dem inklusiven Anspruch der Neurodiversitätsbewegung.[20]:289

In einem Interview mit BBC Future wies der Neurobiologe und Wissenschaftsjournalist Mo Costandi darauf hin, dass die Bezeichnung „neurotypisch“ von Aktivisten geprägt wurde und sich in die wissenschaftliche Literatur „eingeschlichen“ habe. Er sei zu der Überzeugung gelangt, dass es sich um keinen validen, für die Neurowissenschaft nützlichen Begriff handele und ein Großteil der Neurowissenschaftler ihn nicht kennen würde. Der ebenfalls interviewte Autor und Bildungsexperte Thomas Armstrong hob hervor, dass der Begriff „neurotypisch“ aus seiner Sicht eine Verbesserung gegenüber dem Begriff „normal“ darstelle, da er keinen Idealzustand definiere, aber dennoch beschreibe, was typisch sei. Er stimme jedoch zu, dass eine Unterteilung in neurotypische und neurodivergente Menschen bei der vertieften Auseinandersetzung mit jeweils einzigarten Individuen wenig Sinn ergebe.